# The Door in the Floor
The Door in the Floor è un film drammatico del 2004 diretto da Tod Williams e tratto dal romanzo Vedova per un anno di John Irving.

## Trama
Una giovane bambina intrattiene un dialogo con una serie di foto che ritraggono due adolescenti, appese in giro per tutta la casa. La madre Marion Cole e il padre Ted Cole da tempo hanno perso i loro due figli maschi. Nonostante sia loro rimasta una bambina di sei anni, Marion è sprofondata in una profonda depressione dalla quale sembra non riuscire ad uscire. Ted, scrittore e disegnatore di libri per bambini, si è buttato a capofitto nel lavoro per superare la tragedia.
Intercala il lavoro con intense partite di squash in un campo di gioco che ha realizzato in quella che era una stalla.
Uno dei tanti racconti che ha scritto e che narra in presenza di pubblico, accompagnato dalla proiezione dei suoi disegni, parla di una porta nel pavimento. Porta misteriosa dove forse rifugiarsi, o forse una porta dell'anima dove affiorano i ricordi.
Ted, nota una certa somiglianza con uno dei figli scomparsi nel diciottenne Eddie O'Hare e lo invita a lavorare come assistente, anche se in realtà si serve di lui principalmente come autista perché lui non guida.
Marion sorprende Eddie che si sta masturbando, dopo un primo imbarazzo faranno sesso sempre più spesso.
Ted, intuisce qualcosa, ma vedendo finalmente sorridere la moglie, sopporta. Fino a quando la piccola Ruth non sorprenderà la madre in pieno amplesso con Eddie in posizione da dietro.  Urlerà e scapperà dal padre, che farà presente a Eddie che non era assolutamente il caso di farsi sorprendere dalla piccola, soprattutto in atteggiamenti decisamente "animaleschi".
Marion farà sparire tutte le foto, meno una che era in negozio da incorniciare, e li abbandonerà.
Ted, incredulo che sia partita senza chiedere l'affidamento della piccola, liquiderà Eddie.
Entra nella bianca stanza dove solitamente giocava a squash si accovaccia al suolo e apre una porta nel pavimento e vi entra scomparendo.